# 西莫内·布蒂

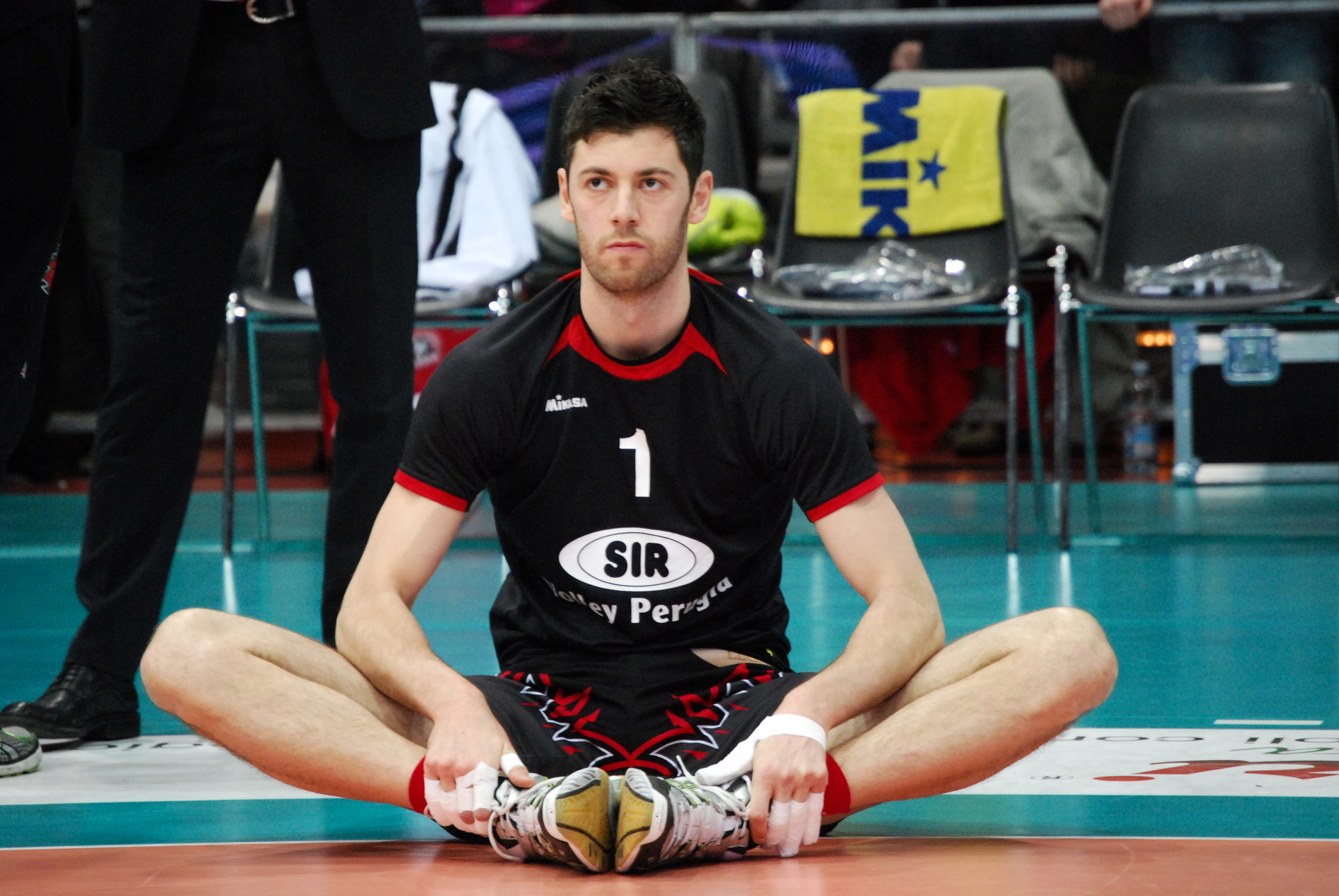
西莫内·布蒂

西莫内·布蒂（義大利語：Simone Buti，1983年9月18日—），意大利男子排球運動員。他是意大利國家男子排球隊的一員，代表意大利參加了2014年世界排球聯賽。他也參加了2016年里約奧運，獲得一枚銀牌。